# Resonanzboden
Der Resonanzboden ist der hauptsächliche Teil des Resonanzkörpers beim Flügel, Klavier und anderen akustischen Tasteninstrumenten, der die Schwingungen der Saiten an die umgebende Luft übermittelt und somit für Lautstärke und Klang des Instruments wesentlich ist. Er besteht aus einer 6 bis 13 mm dicken Fichtenholzplatte. 

## Funktion
Die Saiten laufen über einen oder mehrere Stege, die mit dem Resonanzboden verleimt sind. Sie werden dabei so geführt, dass sie am Steg etwas abknicken und einen Druck, den Stegdruck, auf den Resonanzboden ausüben. Die Schwingung der Saiten überträgt sich auf den Resonanzboden und an dessen Ober- und Unterseite auf die umgebende Luft. Der so in der Luft erzeugte Schall ist um ein Vielfaches stärker als durch die Saiten alleine.
Klangentscheidend sind demnach Holzqualität, richtiger Stegdruck und Wölbung, die von den Klavierbauern in erster Linie durch langjährige Erfahrung und traditionelle Überlieferung gewonnen werden.

## Herstellung
Nadelholz-Streifen (in der Regel Fichtenholz, z. B. Rotfichte), werden so verarbeitet, dass die Holzfasern genau parallel zu den Stegen verlaufen, auf denen die Saiten ruhen. Diese Holzstücke, „Späne“ genannt, werden stehend in Breiten von 6 bis 8 cm stumpf miteinander verleimt. Aus diesem Grunde ist es nötig, langjährig abgelagerte Fichte zu verwenden, um Rissbildung vorzubeugen. Nach der Verleimung erhält der Boden seine Form und überschüssiges Material wird abgetragen, um die erforderliche Dicke, die unterschiedlich verläuft, zu erreichen. Erneute klimatisierte Lagerung mit konstanten Feuchte- und Temperaturbedingungen erhöht die Langlebigkeit. Stabil sind auch Konstruktionen aus mehrschichtverleimten Hölzern, die nicht reißen können, aber dafür nicht das optimale Klangergebnis liefern.
Wie bei einer Geige ist der Resonanzboden eines Klaviers gewölbt, d. h., er wird mit Spannung auf dem Resonanzbodenlager eingeleimt und durch zusätzliche „Rippen“, die rund ausgehobelt sind, nach oben gewölbt. Nach der Aufleimung werden die Rippenenden zu einem speziellen Profil verjüngt: Der Resonanzboden erhält dadurch eine höhere und kontrollierte Elastizität, die in einer verbesserten Akustik zum Ausdruck kommt.

## Auswirkungen von Rissen und Spalten
Risse und Spalten bilden sich auch trotz aller vorerwähnten Maßnahmen. Der landläufigen Feststellung, Risse machten ein Instrument unbrauchbar, steht die Meinung entgegen, „ein Riss reduziere den Klang lediglich im Verhältnis der Größe des Risses zur Größe des Resonanzbodens“. Hersteller und Klavierbauer bieten dazu unterschiedliche Reparaturverfahren an. Daher ist einer ausgeglichenen Raum-Luftfeuchtigkeit besondere Aufmerksamkeit zu schenken.

## Neue Technik
Einen neuartigen Weg beschreitet die Firma Yamaha: In einem akustischen Klavier wird ein elektronisches Tonsignal  an zwei "Transducer" weitergeleitet, die über Spulen mit dem Resonanzboden verbunden sind. Die Spulen versetzen den Resonanzboden in Schwingung und machen den Klang hörbar. Die Stege, die auf dem Resonanzboden angebracht sind, übertragen die Schwingungen auf die Saiten, die dann beginnen mitzuschwingen.